# حوض المرسى الكبير لبناء السفن
حوض المرسى الكبير لبناء السفن، أنشئت سنة 1974م سبق و أن صنعت عددا كبيرا من العتاد البحري الموجه لمجال الصيد البحري و تختص أيضا في الصناعة والتصليح البحري لتغطية حاجيات القوات البحرية الجزائرية.
تتربع على مساحة قدرها أربعة و أربعين هكتارا.

## أنتاج

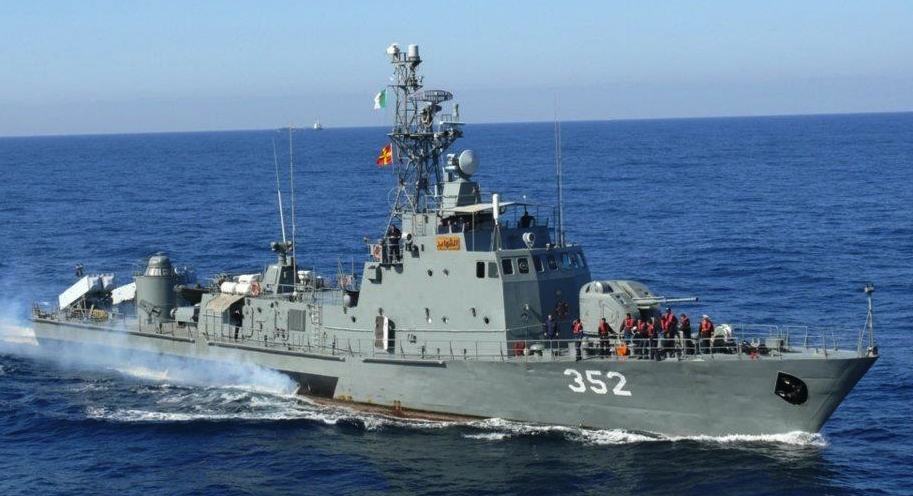
طراد جبل شنوة صناعة جزائرية

أنتجة عدة سفن سواء عسكرية ام مدنية ومنها:
- جبل شنوة رقم 351
- الشهاب رقم 352
- القرش رقم 353

أما عن موقع الحوض فيقع غرب مدينة وهران بحوالي 15 كيلومتر في شرق المرسى الكبير